# MaroVerlag
Der MaroVerlag ist ein unabhängiger deutscher Buchverlag mit Sitz in Augsburg.

## Geschichte
Der Verlag wurde 1969 von Benno Käsmayr und Franz Bermeitinger gegründet. Käsmayr hatte zuvor schon in der 1963 von Wolf Peter Schnetz gegründeten Münchner Maistrassenpresse mitgearbeitet. Zunächst erschien die Zeitschrift UND – zeitschrift für angebliche literatur und andere branchenunübliche kommunikationsformen in dementsprechender aufmachung, ab Frühjahr 1970 die ersten Buchveröffentlichungen, beispielsweise Tiny Stricker, Trip Generation (1970), Hygin Elbling, Zweitaktgemisch (1970), Norbert Eichler, Comic Gedichte (1971), Peter Reuss, Papiertieger (1972), Jörg Fauser, Tophane (1972) und Die Harry Gelb Story (1973), Manfred Ach, Moratorium (1973) oder Klaus Groh etc (1972) und Manfred Chobot, Projekte (1973). 1970 erschien in der Reihe Maro Manuskripte eine Publikation des Kölner Künstlers Horst Tress mit dem Titel "Konzepte".
Der Durchbruch kam mit den Büchern von Charles Bukowski, der Anfang der 1970er Jahre Schwierigkeiten hatte, in Deutschland einen Verlag zu finden. 1974 erschien als erster Titel Gedichte, die einer schrieb, bevor er im 8. Stockwerk aus dem Fenster sprang. Bukowski gratulierte zum 10-jährigen Bestehen des Verlages mit einem Brief. Darin schrieb er:
Benno entdeckte mich vor den größeren Verlagen. Die nahmen mich ihm aber weg, denn ich liebe – wie sonst eine Hure auch –  Geld und Erfolg.
Der Erfolg des ersten und weiterer Bukowski-Bücher, gefolgt von anderen bekannten und in Deutschland unveröffentlichten amerikanischen Autoren wie Jack Micheline, Harold Norse, William S. Burroughs, Jack Kerouac, seiner Tochter Jan Kerouac, John Fante, Ronald Koertge, Gerald Locklin, Al Masarik, Raymond Carver, Paul Bowles oder Harry Mathews ermöglichte es, aus dem studentischen Nebenjob einen Beruf zu machen.
Als besonders gewagtes Projekt galt Mulligan Stew: 1997 erschien der Roman von Gilbert Sorrentino zunächst als Subskriptionsausgabe in 100 nummerierten und signierten Exemplaren zum Preis von 360 DM. Diese waren binnen drei Wochen verkauft, wodurch die Finanzierung des Projektes gesichert war.
Neben den amerikanischen Autoren, zu denen auch die unbekannt gebliebenen Dichter der Terpentine on the Rocks (1978) und American Freeway (1982) Anthologien gehörten, erscheinen auch deutsche Autoren wie Uli Becker, Christoph Derschau, Daniel Dubbe, Jörg Fauser, Bernd „HARLEM“ Fischle, Stefan Gerhard, Andreas Mand, Wolfgang Mückenheim, Susanne Neuffer, Günter Ohnemus und Michael Schulte.
Weitere Schwerpunkte des Verlages sind:
- die Typographie-Bücher, unter anderem Paul Renner und Jan Tschichold,
- Fachbücher zum Thema Textildesign und Textiltechnik, u. a. von 2007 bis 2013 die Herausgabe der Zeitschrift „Verfilzt und zugenäht“
- sowie Fachbücher aus den Bereichen Sozialpolitik, Sozialpädagogik und Umweltökonomie.

2002 erhielt der Maro-Verlag den Kurt-Wolff-Preis zur Förderung einer vielfältigen Verlags- und Literaturszene und 2017 wurde der Verlag mit dem Preis für einen bayerischen Kleinverlag ausgezeichnet. In der Jury-Begründung heißt es: „Seit fast 50 Jahren sorgt der MaroVerlag für literarische Überraschungen. Als innovativer Kleinverlag hat er Pionierarbeit geleistet und ist seinem Grundanliegen treu geblieben: der Herausgabe hochwertiger Belletristik.“ 2019, 2020, 2022 und 2023 erhielt er den Deutschen Verlagspreis.